# Albert (ellenpápa)
Albert vagy más néven Adalbert (? – Aversa, 1102) volt a történelem során a huszonegyedik ellenpápa. 
Albert az invesztitúraharcok idején lépett fel. Eredetileg Silva Candida bíborosa volt, Sabina grófja és Santa Rufina püspöke. Amikor a reformellenzők IV. Henrik, német-római császár támogatásával megválasztották III. Kelemen ellenpápát, még igen jelentős ellenállást tudtak képviselni a pápa hatalmával szemben. Azonban Kelemen 1100-as halála után az egyház reformpártja olyannyira megerősödött, hogy az újonnan megválasztott Theoderich ellenpápát hamarosan elfogták, majd egy bencés kolostorba zárták.
Theoderich kudarca után, 1102-ben a császárpártiak ismét Rómában gyűltek össze, hogy titokban megválasszák új vezetőjüket, aki ezúttal Albert lett. A Tizenkét Apostol-bazilikában összegyűltek elítélték II. Paszkált és megfosztották méltóságától. A szertartás híre hamar kiszivárgott a bazilika falain kívülre, és a pápapárti rómaiak azonnal az utcákra vonultak, és a Szent Marcell-bazilikában sikerült elfogniuk Albertet. A tömeg letépte pápai díszruháját, majd egy ló hátára fektetve a törvényes pápa színe elé vitték Albertet. A Laterán egyik tornyában tartották fogva, amíg a zsinat meg nem hozta döntését. Elítélték és ellenpápának kiáltották ki Albertet, és büntetésképpen az Apuliában álló Aversa város Szent Lőrinc-kolostorába küldték bűnbocsánatra. A krónikák szerint itt halt meg pár hónappal később.